# Гегенбаур, Карл
Карл Гегенбаур (нем. Karl Gegenbaur; 21 августа 1826, Вюрцбург — 14 июня 1903, Гейдельберг) — немецкий учёный, классик сравнительной анатомии, убеждённый сторонник теории эволюции Чарльза Дарвина. Иностранный член-корреспондент Петербургской академии наук (1885).

## Биография
Карл Гегенбаур родился 21 августа 1826 года в Германии в баварском городе Вюрцбурге.
С 1845 года изучал медицину уделяя особое внимание анатомии под руководством Кёлликера и Вирхова в Вюрцбургском университете, где близко сдружился со своим однокурсником Николаусом Фридрейхом, с которым в 1848 году они издали совместную работу «Über den Schädel des Axolotl».  После получения учёной степени в 1851 году, провел некоторое время, путешествуя по Италии и Сицилии.
Был ассистентом, а затем профессором в Вюрцбурге и Йенском университете. Работал также в Гейдельбергском университете, где ему ассистировал Георг Руге. При университете Гейдельберга он исполнял обязанности директора анатомического института вплоть до своей отставки в 1901 году.
Карл Гегенбаур принадлежит к числу наиболее выдающихся исследователей в области сравнительной анатомии. Весьма существенное значение имели его исследования по позвоночной теории черепа, которыми он вместе с Томасом Генри Хаксли расшатал устоявшуюся в то время позвоночную теорию черепа Лоренца Окена и Гёте и установил основания для современной постановки этого вопроса и теорию конечностей, так называемую теорию архиптеригия, которая хотя и не может считаться принятой в настоящее время, но имела большое значение в истории разработки вопроса о происхождении конечностей у позвоночных животных.
В работах Гегенбаура важно строгое и последовательное приложение к анатомии десцендентной теории, благодаря чему Карлу Гегенбауру во многом удалось пролить свет на различные темные вопросы анатомии. Учебники, написанные Гегенбауром, принадлежат к числу наиболее важных пособий по анатомии, особенно позвоночных животных.
Карл Гегенбаур скончался 14 июня 1903 года в Гейдельберге.

## Награды
- Медаль Копли (1896)
- Медаль Котениуса (1901)